# Fryderyk August Rutowski
Fryderyk August Rutowski (ur. 19 czerwca 1702, zm. 16 marca 1764 w Pillnitz) – nieślubny syn króla Polski Augusta II Mocnego i tureckiej niewolnicy Marii Anny von Spiegel, wolnomularz.

## Życiorys
August Mocny uznał ojcostwo w roku 1724 i nadał jemu oraz siostrze tytuły hrabiów Rutowski. Uczył się w Paryżu. 21 kwietnia 1738 roku został mianowany generałem kawalerii, a 9 sierpnia 1740 roku objął stanowisko gubernatora Drezna. Od 10 stycznia 1742 roku był też szefem regimentu dragonów. Podczas I wojny śląskiej dowodził wojskami saskimi w Czechach, brał udział w zdobyciu Pragi 26 listopada 1742 roku. W czasie II wojny śląskiej dowodził wojskami saskimi i austriackimi w przegranej bitwie z Prusami pod Kotliskami. 11 stycznia 1749 roku awansowany na feldmarszałka. W III wojnie śląskiej poniósł klęskę w bitwie z przeważającymi siłami pruskimi pod Pirną.
8 października 1724 został kawalerem Orderu Orła Białego, a w 1736 Orderu św. Henryka.